# 高橋みなみ
高橋 みなみ（たかはし みなみ、1991年〈平成3年〉4月8日 - ）は、日本の女性歌手、タレント。女性アイドルグループAKB48の元メンバーでチームAに所属し、初代のAKB48グループ総監督を務めた。同グループの派生ユニットノースリーブスのメンバーである。
東京都八王子市出身。Mama&Son所属。既婚。公式ファンクラブ名は「Cheeky eyes」。

## 来歴

### 生い立ちからAKB48時代
1991年4月8日、午前1時27分出生。
2005年8月、ホリプロタレントスカウトキャラバン メモリアルオーディション2005に応募し、決選大会の出場者の15名に残るも落選した。これを含め、オーディションは数本落選した。10月30日、並行して応募していたAKB48 オープニングメンバーオーディションに合格した。12月7日、公開リハーサルとメディア向けの公開を終えた。翌8日、AKB48のオープニングメンバーの候補生のうちの20名として、AKB48劇場のグランドオープンの舞台に立った。12月22日、初めてファンレターを受け取る。
2006年2月、AKB48のシングルの『桜の花びらたち』で、センターを務めた。6月、AKB48のシングルの『スカート、ひらり』で、前田敦子と共にセンターを務めた。
2007年1月、AKB48の実質的なリーダーだった折井あゆみが卒業したのに伴い、リーダーとしての役割を継承した。同月、AKB48のシングルの『制服が邪魔をする』で、前田敦子と共にセンターを務めた。7月3日、 小嶋陽菜、峯岸みなみとともにプロダクション尾木へ移籍した。12月、ドラマ『斉藤さん』に出演するため金髪にしていたが、そのために15、16日に行われた「桜の花びらたち2008」のPV撮影の際に、本人が言うには「犬の臭いがする」黒髪のカツラを被った。
2008年9月3日、宮崎美穂の代理で、3期までに加入したメンバーとして初めて研究生公演に出演した。10月、小嶋陽菜、峯岸みなみとユニット・ノースリーブスを結成。同月10日より放送の『メン☆ドル 〜イケメンアイドル〜』（テレビ東京系列）で連続ドラマ初主演。11月26日、ノースリーブスのデビューシングル「Relax!」をリリース。12月23日、AKB48のメンバーで初めて劇場公演の出演回数が500回に達した。
2009年4月より『おもいッきりDON!』の金曜日枠で、「半田健人のDODONPA昭和名曲探訪」にレギュラーとして出演した。6月から7月にかけて実施された『AKB48 13thシングル 選抜総選挙「神様に誓ってガチです」』で5位となり、メディア選抜に入った。8月23日、『AKB104選抜メンバー組閣祭り』の第3公演で、新チームAのキャプテンに就任したことを発表した。2009年10月から2010年3月26日に放送された『おもいッきりPON!』で、「いますぐマネシピ 美味しいです」にアシスタントとしてレギュラー出演し、4回目の出演からは、アシスタントから正式なレギュラーに昇格した。
2010年5月から6月にかけ実施された『AKB48 17thシングル 選抜総選挙「母さんに誓って、ガチです」』で6位となり、メディア選抜に入った。7月27日からのチームA 6th Stage「目撃者」公演にてソロユニット「愛しさのアクセル」を担当した。旧チームAのメンバーでは初、AKB48全体でも大島優子、秋元才加、柏木由紀に続く4人目のソロユニットの担当となった。7月29日、AKB48劇場でのチームA公演の後、体調不良を訴え入院、2日後の31日に退院した。9月21日、『AKB48 19thシングル選抜じゃんけん大会』にて1回戦で敗退し、19作目のシングル「チャンスの順番」で、初めてAKB48のシングル表題曲の選抜メンバーから外れた。9月22日、1stフォトブック『たかみな』が発売。
2011年4月4日、NMB48劇場でのNMB48公演に、自身がMCをつとめる番組『ミュージャック』のロケを兼ねてサプライズ出演した。4月8日、20歳になり、「成人になった証」として初めてピアスの穴を空けた。5月から6月にかけて実施された『AKB48 22ndシングル 選抜総選挙「今年もガチです」』で7位となり、メディア選抜に入った。
2012年1月9日、神田明神で成人式を行った。3月17日から4月15日にかけて東日本旅客鉄道（JR東日本）の山手線で運行された一社広告の貸切列車・ADトレインの編成において限定で車内自動放送のアナウンスを担当した。5月、洋服店を訪れた際、店内のアロマキャンドルから引火して髪の左半分が焦げてしまい、腰まであった長髪を肩までの長さに切らざるを得ないトラブルに遭遇した。5月から6月にかけて実施された『AKB48 27thシングル 選抜総選挙』では6位となり、選抜メンバーになる。8月24日、『AKB48 in TOKYO DOME 〜1830mの夢〜』初日公演において、2009年より務めてきたチームAのキャプテンを篠田麻里子と交代し、新設されたAKB48グループ総監督に就任することが発表された。8月25日の第2日目公演では高橋がユニバーサルミュージックよりソロシンガーとしてデビューすることがVTRにて告知された。
2013年1月8日スタートのドラマ『サキ』（関西テレビ制作）のオープニング曲にソロデビュー曲「Jane Doe」が起用される。4月1日、高橋みなみオフィシャルブログを開始した。4月3日、ソロデビューシングル「Jane Doe」が発売された。5月6日、パシフィコ横浜で初のソロライブ『高橋みなみソロデビューシングル「Jane Doe」発売記念スペシャルライブ』を開催した。5月から6月にかけて実施された『AKB48 32ndシングル 選抜総選挙』では8位となり、選抜メンバーになった。
2014年1月16日に行われた『チームAウェイティング公演』で、劇場公演の出演回数が700回に達した。2月24日、Zepp DiverCityで開催された『AKB48グループ大組閣祭り』において、横山由依のチームKへの異動および同チームキャプテン就任に伴い、チームAキャプテンに復帰し、AKB48グループ総監督兼チームAキャプテンとなることが発表された。5月から6月にかけて実施された『AKB48 37thシングル 選抜総選挙』では9位となり、選抜メンバーになった。12月8日、AKB48劇場9周年特別記念公演において2015年12月8日をめどに卒業することを発表した。

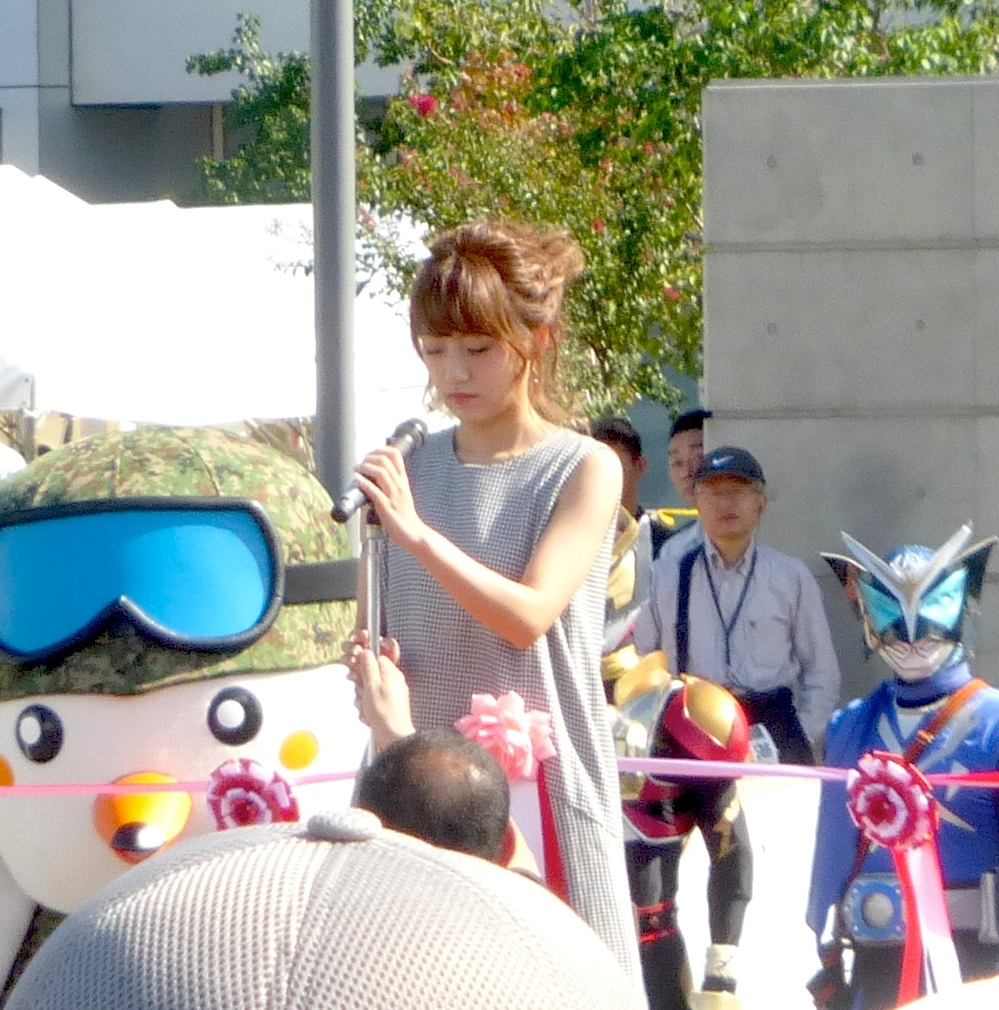
2015年10月3日、第4回東京拘置所矯正展

2015年4月8日、初のソロコンサート『高橋みなみ 未来への決起集会〜すべてのことの前夜〜』をZepp Tokyoで開催した。4月22日、法務省から新設の矯正支援官を委嘱された。5月から6月にかけて実施された『AKB48 41stシングル 選抜総選挙』では、自己最高順位となる4位になり、選抜メンバーになった。 9月1日、新チーム体制への移行完了に伴いチームAキャプテンの任を解かれた。10月21日、11月23日にマリンメッセ福岡で開催される全国握手会が、参加するAKB48での最後の握手会となることが発表された。10月25日、パシフィコ横浜で開催された『「ハロウィン・ナイト」劇場盤発売記念大握手会・サイン会』において、12月9日発売の42ndシングル「唇にBe My Baby」でセンターを務めることが発表された。単独でセンターを務めるのは、インディーズデビュー曲「桜の花びらたち」以来約10年ぶりで、メジャーシングル曲では初となった。11月7日、真駒内セキスイハイムアイスアリーナで開催されたAKB48全国握手会において、『高橋みなみプロデュース公演』がAKB48劇場で行われることが発表された。11月23日、マリンメッセ福岡で開催されたAKB48全国握手会において2016年3月28日をもって卒業すること、3月26日・27日に卒業コンサートが開催されること、3月28日にAKB48劇場で卒業公演が開催されることが発表された。また、2016年2月に行われる『高橋みなみプロデュース公演』の詳細もあわせて発表された。12月8日、AKB48劇場のオープン10周年の記念特別公演において総監督が横山由依に継承され、任務が解かれた。12月24日、著書『リーダー論』（講談社）が発売された。
2016年1月1日、卒業コンサートが3月27日に横浜スタジアムで開催されることとAKB48劇場での卒業公演が自身の25歳の誕生日である4月8日に変更されたことが、AKB48オフィシャルブログで発表された。2月16日から2月28日まで『高橋みなみプロデュース公演』全8公演がAKB48劇場で行われた。2月29日、オフィシャルファンクラブ「Cheeky eyes」が設立され、ファンクラブサイトでファンクラブ会員限定のソロライブが4月14日にZepp Tokyoで開催されることが発表された。3月27日、横浜スタジアムで卒業イベント『祝 高橋みなみ卒業“148.5cmの見た夢”in 横浜スタジアム』が開催された。4月4日、TOKYO FMにて「高橋みなみの これから、何する?」の放送がスタートした。4月8日、AKB48劇場での『高橋みなみ卒業特別記念公演〜10年の軌跡〜』をもってAKB48を卒業した。

### AKB48卒業後
2016年10月12日、1stソロアルバム「愛してもいいですか？」が発売された。12月31日、自身初となるカウントダウンライブを地元の八王子で開催した。
2017年1月20日、東京都の「東京未来ビジョン懇談会」のメンバーに選出された。4月8日、渋谷クラブクアトロにおいてファンクラブ限定のバースデーライブ『MINAMI TAKAHASHI 26th バースデーライブ2017❤︎199104080127❤︎26❤︎』を開催。7月から自身初の全国ツアーを行うことを発表した。5月10日、7月より始まる全国ツアーのタイトルが『高橋みなみ 2017ライブハウスツアー〜たかみなについて行きますreborn〜』になることを発表した。9月5日、SHOWROOMにおいて、プロダクション尾木の関連会社である「Mama&Son」にパートナーシップ（業務提携）の形で所属していることが明らかになる。
2018年4月15日、MINAMI TAKAHASHI Birthday Live 2018が開催された。シンガーソングライターの織田哲郎がサプライズ出演した。
2019年5月1日、令和への改元初日に一般人男性との結婚を発表。同日、自身がメインパーソナリティーを務めるラジオ番組「高橋みなみの これから、何する?」の公開生放送に出演し、代理人を通して婚姻届を提出したことを報告した。5月、東京2020パラリンピックの成功とバリアフリー推進に向けた懇談会のメンバー、パラ応援大使に指名される。12月26日、コカ・コーラブランド代表のオリンピック聖火ランナーに選出される。
2020年9月30日、約4年半続いたレギュラーラジオ『高橋みなみの これから、何する?』が終了した。桑田佳祐、とんねるずらがサプライズでメッセージを寄せた。2020年内に結婚式を予定していたが、新型コロナウイルス感染症の流行の影響で断念した。
2021年2月、手塚治虫文化賞の社外選考委員に選ばれる。6月30日、2020年東京オリンピックの聖火ランナーとしてトーチキスに参加した。7月末ごろ、プロダクション尾木より、業務提携として所属していたMama&Sonに移籍した。

## 人物
血液型はAB型、星座はおひつじ座、六星占術は木星人 (-)。出身校は八王子市立中野北小学校、八王子市立甲ノ原中学校である。
愛称は、AKB48の同期の大島麻衣が名付けたたかみなで、篠田麻里子はほぼ「みなみ」、夫は「みなたん」と呼んでいる。AKB48のメンバーとしてデビュー前に芸名を考えようとしていたが、結局は本名のままで変えなかった。プライベートでは「きむらよしこ」の偽名を使っている。
性格は感受性豊かで涙もろく、イベントやテレビ番組などで涙を流すこともしばしばあり、AKB48メンバーらから「AKBの徳光さん」と呼ばれることもあった。ファンやスタッフやメディアに対して丁寧な対応をし、AKB48の良心と言われた。また、人見知りであるが、人見知りは言い訳になるからもったいないと捉えており、AKB48の先輩を見て自分を変える努力をした。人見知りの克服方法ついては、人見知りと言わずに人と接することとしている。
身長は148.5 cmで、コンプレックスがあり、あと5センチメートルあったらと思うことがある。それがゆえにステージでは他の人よりも大きく踊ることを心掛け、結果として「小さいけど頑張っていて目を引く」といってもらえるようになった。ほかにもコンプレックスがたくさんあるが、コンプレックスをどうにかしたいという気持ちは自分を変える力となり成長のチャンスであるとしている。
小さいころは、人についていくタイプであり、強い立場の人の意見に同調していた。中学生のころにカラオケ屋に行ったとき友人から「歌、うまいじゃん」と言われて初めて自信を持つことができた。自信をつけるには自分にどれだけ時間をかけたかが重要であり、プレッシャーに打ち勝つためにはリハーサルや練習を圧倒的に行うことが大事と述べている。セリフや勉強の暗記法については反復するしかない、MCのコツについては場数が重要と述べている。
幼少期の夢は歌手かモデルかキャベツになることであった。2012年にソロデビューが決まりソロ歌手になることは達成された。2022年に小柄女性向けのブランドでモデルに起用され、モデルになることも達成された。また、「野菜シスターズ」でキャベツを演じたことはある。
幼少期は気管支喘息を患い1年間に60回くらい点滴を打っていたが、小学3年生ごろになぜか体調が一気に回復した。母親は無事に育つよういつも神様に祈っていた。持病は酷い花粉症で、「花粉症のベテラン」と言われている。また桃アレルギーである。コロナ禍で酒量が激増した。オフの日は基本的に寝ている。
NHKの『いじめをノックアウト』にレギュラー出演しており、自己もいじめられたことなどの体験談をもとにいじめに対する信条や解決策を語っている。2015年より法務省矯正支援官に任命され、東京拘置所などを訪れ、2022年には日本財団の『2CHAIRS』で戦慄かなのと更生から社会復帰までの道のりについて対談を行った。厚生労働省のひきこもりに関する地域社会に向けた普及啓発・情報発信事業の一環としての特別番組『ひきこもりVOICE STATION』のパーソナリティを務め、ひきこもり当事者経験のある山田ルイ53世などと対談している。
SPEEDの今井絵理子に似ていると言われることがある。また大島優子に似ていると言われることがあり、髪型を合わせると、マネージャーまで大島と間違えるほどである。高橋は向井地美音が自身に似てきていると述べている。

### 家族・人間関係など
弟がいる。先述の通り令和改元の日に結婚し、報告をしたインスタグラムの写真で「よめ」「だんな」の文字が入ったＴシャツが話題になった。夫はIT企業に勤務する15歳年上の一般男性、高橋が初めて交際した相手で、高橋の側からプロポーズを求めた。夫との力関係は「10対0。私が10で旦那が0ですね」と語り、また、家事の主導権を握っていたいといい「おうちでも家事の総監督でいたい」と述べた。高橋は夫の浮気を妄想する癖があるが、浮気は許せず、「夫が一度でもキャバクラに行ったら離婚」と述べた。マンチカンを飼っており、三毛柄で、名前はにゃーちゃん。高橋が思うにゃーちゃんの一番のチャームポイントは鼻のぶち模様である。
峯岸みなみとは名前が同じことが縁で仲が良く、Wみなみと親しまれている。峯岸が通学していた中学校の卒業式に立ち会った。AKB48で同じ1期生の小嶋陽菜、前田敦子、板野友美と仲が良くファンなどからはそれぞれとのコンビのことをにゃんみな、あつみな、ちんみなと呼ばれている。渡辺麻友は高橋にいろいろと助けられ「何でこの人はこんなに優しんだろう」と感動した。高橋と秋元才加はそれぞれチームA、チームKのキャプテンでお互いグループを引っ張るリーダー的存在であった。秋元のチームKキャプテン辞任発言が報じられた『AKB48のオールナイトニッポン』の生放送中にはニッポン放送に駆け付け、2019年には「私の尊敬する人」という紹介で秋元が高橋のバースデーライブに登場した。
西川貴教、ハラミちゃん、須賀健太、大森元貴 (Mrs.GREEN APPLE)と仲が良く、夫婦ともにお笑い芸人のクロちゃんと仲がいい。クロちゃんとは2017年に高橋が誘う形で仲良くなり頻繁に遊ぶようになった。友達は少ないくらいがちょうどいいという持論がある。友達になりたい人の条件のトップはAKB48のメンバーの友達じゃない人。
ヒロミほか八王子市出身の芸能人が集まる「八王子会」の一員である。

### 趣味嗜好・特技
20歳の時、将来に必要になると思って料理を始めた結果、大の料理好きになった。一番の得意料理は、肉じゃがである。2021年に料理本を出版し、著書において「白米は彩りと考える」、「目玉焼きは最高のトッピング」、「お盆があると献立が決まる」といったコンセプトを提案している。器を集めるのが好きで、ニトリの器を愛用する。料理を全くしない夫については100点としており、料理を作ってあげたいタイプと分析された。
銀座のとんかつ屋「梅林」の常連客であり、カツ丼が大好物。「あと10分で巨大津波が来るとしたらどうするか？」と聞かれた高橋は「もう無理だと思ったら、カツ丼を食べます。最後の晩餐（ばんさん）として。」と回答した。カレーの食べ歩きをしており、北原里英などと「カレー部」を立ち上げ、ファンクラブイベントもカレー屋で行うほどカレーが好き。マクドナルド、コカ・コーラ、スターバックスが好きで、マクドナルドでアルバイトをしたかった、コカ・コーラ社から令和のラベルが付いたコカ・コーラを贈られた、スターバックス1号店のロケをしたなどのエピソードがある。嫌いな食べ物はブロッコリーと梅干しである。
学生のころから香水を買い集めており、現在は20歳を過ぎてから出会ったシャネルの香水を愛用している。『※AKB調べ』では、本当にいい匂いのAKB48メンバーの1位に選ばれ、また高橋の匂いについて「高いところにあるお花畑でシトラス系、あと綿菓子の匂い」と分析された。小嶋陽菜がプロデュースするライフスタイルブランド「Her lip to」が好き。好きなファッションブランドはAmeri VINTAGE。髪飾りのリボンをトレードマークにしている。マルニのバッグを愛用する。美容が好きで、色白に憧れている。いつまでも可愛くいられる秘訣については、美意識があれば大丈夫と述べている。リップのオタクであり、好きな色はワインレッドなど。
好きなアーティストは、中森明菜、w-inds.、サザンオールスターズ、米米CLUB、flumpool、Aqua Timez、SUPER BEAVER、Mrs. GREEN APPLE。特に中森は憧憬（しょうけい）の歌手であり、好きな曲は「DESIRE -情熱-」である。w-inds.はファンクラブに入っており、初めて行ったコンサートはw-inds.の武道館コンサートであった。高橋がサザンの桑田佳祐に初めて会って思ったことは、「スターなのに何でこんなに温かい空気をまとわれている方なんだろう」ということであり、「こういう方だから皆さんに愛される曲ができるんだな」と思った。2017年に桑田と対談した際にツーショットを撮影し、「この写真家宝、桑田さんみたいな大人になりたい」と投稿した。桑田も高橋を評価しており、『高橋みなみの これから、何する？』を車の移動中によく聞いていたといい、2018年には同ラジオで「たかみなちゃん、美しい。あの目力、目が強い！」「桑田家に養女に来ませんか？ぜひお願いします～」といったメッセージを送り、2020年にも同ラジオで「できたら一緒に…大きな声では言えませんけど、お仕事でもやらせていただきたいと思うくらい、すてきな方」「リスナーのみならず、私みたいなじじいにも与えてくれるパワーがございまして」といったメッセージを送った。
漫画好きで、高橋は「一杯手（を）出し過ぎてどれ（を）読み切ってないかわかんなくなっちゃう」「私の中でマンガは、暇つぶしではなくて、ちょっとした学びに近い」と発言しており、秋元康からは「全ての知識を漫画から得てる」「漫画が教科書」と評された。学校で教えてもらう勉強以外の「夢を持つことの大切さ」「泥臭くても諦めない心の強さ」「仲間の大切さ」などは漫画から多くを学んだ。AKB48のオーディションに応募した時の趣味の欄には、「漫画（デスノート）」と記載していた。愛読漫画は少年漫画系全般で、特に『ONE PIECE』は愛読しており、バラエティ番組『SMAP×SMAP』の「ONE PIECE王選手権」に出場したほか、『24時間テレビ 「愛は地球を救う」』の深夜コーナーで理想の男性のタイプであるモンキー・D・ルフィのコスプレをした。AKB48の総監督のときはルフィからキャプテンの心得を教わっていた。最初に面白いと思った漫画は『SLAM DUNK』で、幼稚園のころ父親が買っていた週刊少年ジャンプを読んでいた。
オバマ元大統領やスティーブ・ジョブズのプレゼンテーションを観るのが好き。AKB48選抜総選挙のスピーチにおいては、告白する、葛藤を語る、共感を語るなどの方法により効果的なプレゼンを行った。2017年に東京都の東京未来ビジョン懇談会に出席し、エンターテインメント施設を集約した街づくりをプレゼンした。
好きな言葉については「好きって言葉は最高さ」とコメントした。座右の銘は、漫画『最遊記』に登場する「無一物」から取った「何物にもとらわれず縛られずただあるがままに己を生きる」である。また秋元康からもらった「嫌われる勇気を持ちなさい」という言葉を大切にしている。「顔晴れ（がんばれ）、私」という言葉を気に入っており、頑張れという言葉が嫌いなので顔晴れを用いる。総監督の立場として「自分がちゃんとしなきゃ、必ず100点を出さなきゃ」という思いがあったが、同期の子たちから「自分たちはすぐ近くにいるから、頼ってほしい」「振り返ってくれれば、すぐ後ろにいるよ。たかみながずっと前を向いているから気づかないだけだよ」という言葉をもらい、完璧にやらなきゃいけないという呪いが解けた。
一番好きな花はバラで、プロポーズ時には100本のバラが欲しかった。実際のプロポーズ時にはキーケースをもらい、その中のキーリングに指輪がついていた。桜やたんぽぽも好き。好きな色は黒、白、ピンクであり、4番目に好きな色は赤である。好きなキャラクターはぐでたまで、突然出会って一目ぼれした。好きな映画は『ジュマンジ』や『ハングオーバー!』などで、ポップなものが好き。
特技は絵の模写で、『テラフォーマーズ』のキャラクターであるテラフォーマー（テラ課長）や『モンスターストライク』のキャラクターであるオラゴンなどのイラストを公開した。またフラフープが得意で、フラフープは首で回すことが出来る。イリュージョンの手順を1回で覚えることができ、プリンセス天功からイリュージョニストの才能が抜群と言われた。
スピーチ力や統率力が評価されており、ジャーナリストの田原総一朗に政治家転身を勧められ、また秋元康も同様の話をした。スピーチについてはその場の状況でとっさにセリフが出てくると述べている。スピーチをする際には「太文字になる言葉をイメージする」「事実を前提に客観的に話し始める」「感情ではなく、その感情を抱いた理由を言う」といった工夫をしている。統率することやリーダーに関しては「間違ってもいいから、自分自身が正しいと思った道を示すこと」「リーダーはカリスマじゃなくていい」「リーダー最後の仕事は任せること」といったことを著書で述べている。リーダーの仕事の大部分はコミュニケーションであるといい、コミュニケーション術としては、「コミュニケーションの基本は『やまびこ』」「空気を変えて、高めて、束ねる」「『片思い』ではなく『両思い』を目指す」といったことを実践している。

### AKB48関連
母親がものすごく芸能界に入れたがる親で、AKB48のオーディションに応募した。後にAKB48劇場支配人となる戸賀崎智信によれば、書類審査が通過した理由は「身長と誕生日が48（にまつわるもの）だったから」である。AKB48の面接の質疑応答で、秋元康に「秋葉原のいいところは何だと思いますか？」と質問されて、高橋は「アキバハラは」と答えてしまい、秋元康から「アキバハラじゃなくて、アキハバラだよ」と指摘を受けたが不合格にはならなかった。
AKB48の主力メンバーの一人だった。秋元康は「AKB48とは高橋みなみのことである」と公言しており、高橋も、AKB48を「ファミリー」と考えていた。高橋は、AKB48は「ひとりではかなわないから、チームで戦う」といい、「恋愛禁止」については「アイドルとして成功したいなら、恋愛はしないほうがいい」、卒業については「悲しいけれど新しいチャンスでもある」と述べている。2011年に東日本大震災が発生し、当初アイドルが復興のために何ができるのだろうと疑問視していたが、現地を訪れたところ喜んでもらえて、自分たちにできることがあることを実感し、人生で初めてアイドルになってよかったと思った。アイドルにとって一番大事なことはファンの人たちを大事にできるか否かとしている。次世代を担うと思うメンバーについては、私がやってやるという気持ちを持っている人物像を挙げている。
AKB48のチームAキャプテンを務めていた時からAKB48のイベント・記者会見などにおいてグループ全体を代表して挨拶やコメントをする時は大抵の場合高橋がその役目を負い、AKB48グループ総監督のポジションに就いたこともあり、名実ともにAKB48全体のリーダーとされた。折井あゆみが卒業して公演前の円陣の掛け声をする者がいなくなりどうするかとなった時に、駒谷仁美から「じゃ、たかみなやってみなよ」と言われたことから、「誰も引っ張る人がいないんならやってみたいな」という気持ちになってそれ以降リーダーシップを取るようになった。「前田敦子になれない」という挫折を体験したこともリーダーを目指すきっかけとなった。高橋は著書で、総監督はメンバーの代表者であり、秋元康やスタッフの意見をメンバーにわかりやすく伝える伝達係であり、メンバー同士やメンバーとスタッフをつなぐ人であると述べている。総監督が握手会のクレーム対応係になっていた時期があり、また、総監督としての特別手当はなく、高橋は「正直、総監督はしんどいです。きついです」と語った。
AKB48での苦労としてAKB48グループは大所帯グループなためリハーサルが大変であったことを語った。また、ミュージックビデオ撮影時に秋元康の歌詞が来ないことが多々あり、メロディーだけで想像して、絵コンテを描いてシーンを撮影したことも大変だったという。AKB48時代の食生活は多忙を極める中でも足の細さを比較して朝は食べてもスムージー、昼は弁当、夜は疲れて食べなかったと告白した。1日バーッって動ききるが人疲れするタイプで、AKB48時代は常に疲れており、家に帰ったら部屋を真っ暗にしてテレビも付けずにソファに寝そべりずっと天井を見るという時間を大切にしていた。
2011年の選抜総選挙において「努力は必ず報われると、高橋みなみは人生をもって証明します」とスピーチしたが、「努力は必ず報われる」の部分だけが一人歩きして批判を受けることもあった。高橋の真意としては後半の部分が重要と考えている。「努力は必ず報われると、高橋みなみは人生をもって証明します」という言葉はその後の選抜総選挙で毎年発言され、2015年の自身最後の選抜総選挙では「「努力は必ず報われるとは限らない」。そんなのわかってます。でもね、私は思います。頑張っている人が報われて欲しい。（中略）きついけどさ、誰も見ていないとか思わないで欲しいんです。絶対ね、ファンの人は見ててくれる。これだけは、私はAKB人生で一番言い切れることです。」とスピーチした。努力に関しては「『努力』の項目がない成功の方程式はない」「自分の適性を知るための努力」「努力はかっこ悪いものじゃない」などとも述べている。今まで欠かさずやってきたことは明日の予習で、AKB48での活動で一番努力が報われたと思った出来事はレコード大賞の受賞と回答した。
元々は劣等生のタイプで、運動神経はかなり鈍くスキップもできないほどであり、加入当初は最もダンスが苦手な方で練習ではいつも居残り、『チームA 1st Stage「PARTYが始まるよ」』の振り入れの際には、振付家の夏まゆみから「できないコ（高橋）がいるから（振り付けを）変えましょう」と言われ、振り付けが簡単になったこともある。しかし、苦悩がありながらも1年ほど必死になって毎日練習した結果、夏に「なんでみんな、高橋みたいに踊れないんだ！」と言われるようになった。2023年に夏が死去した際に追悼したときには「凛としてかっこよかったその姿は憧れでした。褒めてもらえた時は心から嬉しかった！欲を言うなら普通にご飯やお酒を飲みながら話したいことが沢山ありました。『高橋！頑張ってるね！』またそう声をかけてもらえるように1日1日を大切に頑張ります！夏先生ありがとうございました！」と思いを綴った。
高橋は後輩の横山由依を「私の推しメン」と呼び、AKB48に在籍中は一貫していた。高橋を推しメンとしていた著名人には田中将大、JOY、ROLANDなどがいる。
初めて音楽番組『ミュージックステーション』に出演した際「スカート、ひらり」を披露したが、「アキバ系パンツ見せ集団」などといわれ、辛かった。活動初期のころファンにつきまとわれた経験がある。2014年に発生したAKB48握手会傷害事件では、高橋は現場から秋元康へ「AKB48は終わりました」と一言で状況を報告したが、「とっさに言ってしまいました、秋元さんにそんな言葉は言ってはいけなかったと思うけど」と事件を回想した。事件発生後に会議の席上で、状況を把握していないスタッフから握手会再開の意見が出たことに対し、高橋が一喝してメンバーを代表する意見をした。
2016年3月27日に行われた「高橋みなみ卒業コンサート」では、「思い出のほとんど」「RIVER」「背中言葉」「桜の花びらたち」など全31曲をセンターで披露した。2017年2月22日、「小嶋陽菜卒業コンサート」に登場し、「1994年の雷鳴」「純愛のクレッシェンド」を披露した。2021年5月22日、「峯岸みなみ卒業コンサート」に登場し、「純愛のクレッシェンド」「唇 触れず…」「Relax!」を披露した。
2024年12月8日にリニューアルオープンしたAKB48劇場のオープンセレモニーに、ゲストとして登壇した。2025年12月にAKB48が20周年を迎えるにあたってOGメンバー代表として20周年を盛り上げるべく、4代目総監督の倉野尾成美のオファーにより2025年5月に「AKB48 20周年応援総団長」に就任した。

## AKB48で歌唱した楽曲

### シングルCD選抜楽曲
- 桜の花びらたち（センター）
  - Dear my teacher -「チームA」名義
- スカート、ひらり（センター）
  - 青空のそばにいて - 「チームA」名義
- 会いたかった
  - だけど… - 「チームA」名義
- 制服が邪魔をする（センター）
- 軽蔑していた愛情（センター）
  - 涙売りの少女
- BINGO!（センター）
  - Only today - 「チームA」名義
- 僕の太陽
  - 未来の果実
- 夕陽を見ているか?
  - ビバ! ハリケーン - 「ひまわり組」名義
  - 夕陽を見ているか?（ひまわり2.0Mix）
- ロマンス、イラネ
  - 愛の毛布 - 「ひまわり組」名義
  - ロマンス、イラネ（ひまわり 2nd 2.0Mix）
- 桜の花びらたち2008
  - 最後の制服
- Baby! Baby! Baby!
  - 夢を死なせるわけにいかない
- 大声ダイヤモンド
  - 109（マルキュー）- 「チームA」名義
  - 大声ダイヤモンド (team A ver.) - 「チームA」名義
- 10年桜
  - 桜色の空の下で
- 涙サプライズ!
- 言い訳Maybe
- RIVER
- 桜の栞
  - マジスカロックンロール
- ポニーテールとシュシュ
  - マジジョテッペンブルース
- ヘビーローテーション
  - ラッキーセブン
  - 野菜シスターズ - 「野菜シスターズ」名義
- Beginner
- 「チャンスの順番」に収録
  - 予約したクリスマス
  - 胡桃とダイアローグ - 「チームA」名義
- 桜の木になろう
- Everyday、カチューシャ
  - これからWonderland
  - ヤンキーソウル
- フライングゲット
  - 青春と気づかないまま
  - アイスのくちづけ
  - 野菜占い - 「野菜シスターズ2011」名義
- 風は吹いている
- 「上からマリコ」に収録
  - ノエルの夜
  - 隣人は傷つかない - 「チームA」名義
- GIVE ME FIVE!
  - スイート&ビター - 「セレクション6」名義
- 真夏のSounds good !
  - ちょうだい、ダーリン!
- ギンガムチェック
  - 夢の河
- UZA
  - 孤独な星空 - 「Team A」名義
- 「永遠プレッシャー」に収録
  - とっておきクリスマス
- So long !
  - Ruby - 「篠田TeamA」名義
- さよならクロール
  - イキルコト - 「Team A」名義
  - ハステとワステ - 「BKA48」名義
- 恋するフォーチュンクッキー
  - 最後のドア
  - 涙のせいじゃない
- ハート・エレキ
  - キスまでカウントダウン - 「Team A」名義
- 「鈴懸の木の道で「君の微笑みを夢に見る」と言ってしまったら僕たちの関係はどう変わってしまうのか、僕なりに何日か考えた上でのやや気恥ずかしい結論のようなもの」に収録
  - Mosh&Dive
  - Party is over
- 前しか向かねえ
- ラブラドール・レトリバー
  - 今日までのメロディー
  - 君は気まぐれ - 「Team A」名義
- 心のプラカード
  - 心のプラカード 1half
- 希望的リフレイン
  - 従順なSlave - 「Team A」名義
- Green Flash
  - マジすかFight
  - 履物と傘の物語
  - 春の光 近づいた夏
- 僕たちは戦わない
  - バレバレ節 - 「WONDA選抜」名義
  - 君の第二章
  - 出逢いの日、別れの日 - 「ゲンソー＆ジキソー」名義
- ハロウィン・ナイト
  - 一歩目音頭
  - ヤンキーマシンガン
  - 群像
- 唇にBe My Baby（センター）
  - 365日の紙飛行機
  - やさしいplace - 「Team A」名義
  - 背中言葉（卒業ソング）
- 君はメロディー
- Oh my pumpkin!（卒業生として参加）

### アルバムCD選抜楽曲
- 『神曲たち』に収録
  - Baby! Baby! Baby! Baby!
  - 君と虹と太陽と
- 『SET LIST〜グレイテストソングス〜完全盤』に収録
  - Seventeen
  - あなたがいてくれたから
- 『ここにいたこと』に収録
  - 少女たちよ
  - Overtake - 「チームA」名義
  - 風の行方
  - ここにいたこと
- 『1830m』に収録
  - ファースト・ラビット
  - Hate - 「チームA」名義
  - 思い出のほとんど
  - 大事な時間
  - やさしさの地図
  - 行ってらっしゃい
  - 青空よ 寂しくないか? - 「AKB48+SKE48+NMB48+HKT48」名義
- 『次の足跡』に収録
  - After rain
  - 僕は頑張る
  - JJに借りたもの
  - 確信がもてるもの - 「Team A」名義
- 『ここがロドスだ、ここで跳べ!』に収録
  - 愛の存在
  - Oh! Baby! -「Team A」名義
  - All of you - ソロ楽曲
- 『0と1の間』に収録
  - Clap - 「Team A」名義
  - LOVE ASH

### その他の歌唱した楽曲
- シングルCD「心の羽根」（「チームドラゴン from AKB48」名義）
  - 心の羽根
  - 世界中の雨
- 「So long !」に収録
  - Sugar Rush（ディズニー映画「シュガー・ラッシュ」エンディングテーマ）
楽曲はCDには収録されておらず、MVのみがType-Bの付属DVDに収録されている。
- 離れていても（配信限定） - AKB48卒業後に参加。

### 劇場公演ユニット曲
チームA 1st Stage「PARTYが始まるよ」公演
- スカート、ひらり
- 星の温度 (2nd UNIT)

チームA 2nd Stage「会いたかった」公演
- 嘆きのフィギュア
- ガラスのI LOVE YOU
- 背中から抱きしめて
- リオの革命

チームA 3rd Stage「誰かのために」公演
- Bird
- 制服が邪魔をする

チームA 4th Stage「ただいま恋愛中」公演
- 純愛のクレッシェンド
- Faint（板野友美のユニットアンダー）
- 帰郷

ひまわり組 1st Stage「僕の太陽」公演
- ヒグラシノコイ
- アイドルなんて呼ばないで

ひまわり組 2nd Stage「夢を死なせるわけにいかない」公演
- Bye Bye Bye
- Confession（篠田麻里子・板野友美のユニットアンダー）

研究生「ただいま恋愛中」公演
- 純愛のクレッシェンド（2008年9月3日、宮崎美穂の代理出演）

チームA 5th Stage「恋愛禁止条例」公演
- 恋愛禁止条例
- 真夏のクリスマスローズ（佐藤由加理休演時）

THEATRE G-ROSSO「夢を死なせるわけにいかない」公演
- Bye Bye Bye（梅田彩佳・中塚智実のスタンバイ）

チームA 6th Stage「目撃者」公演
- 愛しさのアクセル（ソロユニット曲）

篠田チームA ウェイティング公演
- 雨のピアニスト （チームS 2nd Stage「手をつなぎながら」公演、松井玲奈のポジション）

横山チームA ウェイティング公演
- 記憶のジレンマ （ひまわり組 2nd Stage「夢を死なせるわけにいかない」公演、大島麻衣のポジション）

チームA 7th Stage「恋愛禁止条例」公演
- ツンデレ!
- 恋愛禁止条例（川栄李奈のユニットアンダー）

## ソロ作品

### シングル
|                    | リリース日         | タイトル           | 最高位             | 販売形態           | 商品コード                  | 形態                                       |
| NAYUTAWAVE RECORDS | NAYUTAWAVE RECORDS | NAYUTAWAVE RECORDS | NAYUTAWAVE RECORDS | NAYUTAWAVE RECORDS | NAYUTAWAVE RECORDS          | NAYUTAWAVE RECORDS                         |
| ------------------ | ------------------ | ------------------ | ------------------ | ------------------ | --------------------------- | ------------------------------------------ |
| 1                  | 2013年4月3日       | Jane Doe           | 2位                | CD+DVD CD+DVD CD   | Type A Type B Type C 劇場盤 | UPCH-80309 UPCH-80310 UPCH-80311 PRON-5005 |
| EMI RECORDS        |                    |                    |                    |                    |                             |                                            |
| 2                  | 2017年9月26日      | 孤独は傷つかない   | 8位                | CD+DVD             | 初回生産限定盤              | UPCH-89361                                 |

#### 配信限定
|   | リリース日    | 曲名   |
| - | ------------- | ------ |
| - | 2013年8月16日 | 瞳の扉 |

### アルバム
|   | リリース日     | タイトル            | 最高位 | 発売形態  | 商品コード            | 形態              |
| - | -------------- | ------------------- | ------ | --------- | --------------------- | ----------------- |
| 1 | 2016年10月12日 | 愛してもいいですか? | 9位    | CD+DVD CD | UPCH-29224 UPCH-20425 | 初回限定盤 通常盤 |

### その他の楽曲
1. 奇跡は夜生まれる（作詞：秋元康、作曲：田辺恵二、編曲：生田真心）
2. 愛しさのアクセル（作詞：秋元康、作曲・編曲：野中"まさ"雄一）
3. 誰か教えて（作詞：秋元康、作曲：春行、編曲：立山秋航）
4. ペロリとペペロ（作詞：秋元康、作曲：関屋直樹、編曲：野中"まさ"雄一）
5. Still（作詞：秋元康、作曲：藤本貴則、編曲：鳴瀬シュウヘイ）
6. お手上げララバイ（作詞：秋元康、作曲：横健介、編曲：野中"まさ"雄一）
7. ふと思うコト（作詞・作曲：小室哲哉、編曲：ats-）
8. All Of You（作詞：秋元康、作曲：長谷川湊、編曲：Boyz Toyz）

### 作詞
- サヨナラのサイン（星野みちる）
- あの空（いじめをノックアウトのキャンペーンソング）※全国から募集した歌詞のアイデアを元に作詞した[249]。
- Kiss Miss Kiss ※日本語詞（作詞：Carly Rae Jepsen、Billy Steinberg、Joshua Alexander）

## タイアップ
| 楽曲       | タイアップ                                                                                    | 収録作品                                         |
| ---------- | --------------------------------------------------------------------------------------------- | ------------------------------------------------ |
| Jane Doe   | 関西テレビ系ドラマである『サキ』のオープニングテーマ                                          | 1stシングル『Jane Doe』                          |
| 瞳の扉     | アニメ映画である『スマーフ2 アイドル救出大作戦!』の日本語版主題歌                             | 2ndシングル『孤独は傷つかない』                  |
| All of you | CM:新生銀行カードローン レイク『ボクにはボクの使い方 ボクのレイク』「ボクのレイクはじまる」篇 | AKB48 6thアルバム『ここがロドスだ、ここで跳べ!』 |
| あの空     | 『いじめをノックアウト』のキャンペーンソング                                                  | 1stアルバム『愛してもいいですか?』               |
| GIRLS TALK | CM:アヴァベルオンライン『アヴァベルオンラインプレイ編』                                       | 1stアルバム『愛してもいいですか?』               |

## 出演

### テレビ番組
現在の出演番組
- いじめをノックアウト（2013年4月12日 - 、NHK Eテレ） - MC[251]
- 元祖!大食い王決定戦（2018年9月17日 - 、テレビ東京） - メインMC[252]
- ちょっと福岡行ってきました!（2019年 - 、TVQ九州放送）- 旅人（不定期出演）[253][254]
- ひるおび（2022年4月13日 - 、TBS） - 隔週水曜日レギュラー
- スイッチ!（2023年4月6日 - 、東海テレビ） - 隔週木曜日レギュラー[255]

過去の出演番組
- おもいッきりDON! 1155（2009年4月3日 - 10月2日、日本テレビ） - 「おもいッきりLIVE」金曜日レギュラー
- おもいッきりPON!（2009年10月5日 - 2010年3月22日、日本テレビ[251]） - 「いますぐマネシピ 美味しいです」月曜日レギュラー
- PON!（2010年4月2日 - 2011年3月25日、日本テレビ[251]） - 金曜日レギュラー
- ミュージャック（2010年7月8日 - 2018年12月22日、関西テレビ[251]） - 4代目女性MC
- run for money 逃走中（2010年10月10日、フジテレビ）
- 新堂本兄弟（2011年5月8日 - 2014年9月28日・2015年1月4日・2016年1月3日・12月16日・2017年12月15日・2018年12月26日・2019年12月25日・2020年12月28日、フジテレビ） - レギュラー[251]
- スナック喫茶エデン（2012年10月21日 - 2013年3月24日、フジテレビ） - みなみ 役
- AKB48たかみな編集長の!トビタテ!留学マニュアル（2014年2月13日 - 3月20日、BS日テレ）
- 恋愛総選挙（2014年4月3日 - 9月25日、フジテレビ） - 不定期出演
- ミライ☆モンスター（2014年4月6日 - 2018年3月25日、フジテレビ） - MC[256]
- 心の絆! 旅立ちスペシャル〜エール! 輝く君の明日のために（2015年3月28日・29日、BS日テレ） - MC
- 水曜エンタ「今 知っておきたい 世界のキケン地帯に住む人々」（2016年2月3日、テレビ東京） - MC[257]
- 世界の村で発見!こんなところに日本人（2016年4月19日 - 2019年3月26日、朝日放送）[注釈 33][258]
- 第53回 歌謡チャリティーコンサート（2016年5月3日、NHK総合） - 司会
- ネクストブレイク 「ぞろぞろぽつん」（2016年5月12日、日本テレビ） - MC
- 発見！○○な人（2016年6月14日・2017年1月4日、TBS） - MC[259]
- 人生最高レストラン（2017年6月17日 - 2019年8月31日、TBS） - 常連客（不定期出演）
- 東京一人暮らし2017（2017年2月11日、北陸朝日放送）
- NHKスペシャル「見えない“貧困”～未来を奪われる子どもたち～」（2017年2月12日、NHK総合） - MC
- 余計なお世話かもしれませんが…（2017年3月10日、テレビ朝日）
- 世界どうぶつスクープ2017春（2017年3月12日、TBS） - MC
- チコちゃんに叱られる!（2017年3月24日、2018年4月7日・6月8日・10月12日、2019年5月17日・12月27日、NHK総合）
- 心の絆!旅立ちスペシャル2017～エール!輝く君の明日のために～（2017年3月25日・26日、BS日テレ） - MC[260]
- 金曜イチから（2017年4月7日 - 2018年3月16日、NHK総合） - MC ※春香クリスティーンと原則隔週出演
- 水の山 奥大山に魅せられて…陣内智則＆高橋みなみの絶景写真塾（2017年7月23日、BS日テレ）
- ヤメドキ 人生の決断見届けバラエティ（2017年9月2日、テレビ大阪） - MC[261]
- 起業人のキセキ 業界の常識を打ち破れ（2017年9月30日、テレビせとうち） - MC
- 東京一人暮らし2018 ～これは見逃せない!みんなのお悩み解決します!スペシャル～（2018年2月17日、福島放送）
- 出川哲朗とバリバリウーマン!～出川でもいいから聞いてほしい禁断のアノ話～（2018年4月8日、フジテレビ） - 進行[262]
- 首都圏情報 ネタドリ!（2018年4月20日 - 2022年3月11日、NHK総合[251]） - MC ※岡田結実と隔週出演
- ノゾキミ企業参観!子どもの職場が見たい（2018年12月26日・2019年4月6日 - 2020年2月29日 、BS朝日）- ナビゲーター[263]
- 超三国志「徹底解明! 英雄たちの真実」（2019年8月3日、NHK BSプレミアム）
- オレの一行（2019年9月28日、中京テレビ） - MC
- そんなコト考えた事なかったクイズ!トリニクって何の肉!?（2020年11月10日 - 2021年1月19日、朝日放送テレビ） - 不定期出演[264]
- バイキングMORE（2020年10月7日 - 2022年3月30日、フジテレビ） - 準レギュラー[265]
- 発見!タカトシランド（2021年8月27日・9月3日、2022年11月18日・11月25日、北海道文化放送）- ゲスト
- 高橋みなみのそこそこさんぽ（2022年3月29日 - 2023年6月27日、BSJapanext）
- 突然ですが占ってもいいですか？（2022年9月、フジテレビ）- ゲスト
- ロード to ショーダンス（2023年4月7日 - 2024年3月28日、テレビ東京） - MC[266]

#### テレビドラマ
- ですよねぇ。 第6話・第10話・第11話（2006年、TBS）
- ジョシデカ!-女子刑事- 第2話（2007年10月25日、TBS） - 少女B 役
- 斉藤さん（2008年1月9日 - 3月19日、日本テレビ） - 新見けい 役[267]
- メン☆ドル 〜イケメンアイドル〜（2008年10月10日 - 12月26日、テレビ東京） - 主演・河内ナミ / カイ 役
- 土曜ワイド劇場 新・棟居刑事シリーズ「棟居刑事の青春の雲海」（2008年11月8日、テレビ朝日） - みずきなつき 役
- こちら葛飾区亀有公園前派出所 第6話（2009年9月12日、TBS） - AKB48 役
- マジすか学園 第5話 - 最終話（2010年2月5日 - 3月26日、テレビ東京） - みなみ 役
- ほんとにあった怖い話 夏の特別編2010 AKB48まるごと浄霊スペシャル「レインコートの女」（2010年8月24日、フジテレビ） - 主演・本人 役
- 桜からの手紙 〜AKB48 それぞれの卒業物語〜（2011年、日本テレビ） - 高橋みなみ 役
- マジすか学園2 第7話 - 最終話（2011年5月27日 - 7月1日、テレビ東京） - 警部補 役
- HUNTER〜その女たち、賞金稼ぎ〜 第9話（2011年12月6日、関西テレビ） - さおり 役
- So long ! 第1話（2013年2月11日、日本テレビ） - 古賀茜 役
- マジすか学園4（2015年1月19日 - 3月30日、日本テレビ） - みなみ 役
- マジすか学園5（2015年8月25日、日本テレビ）[注釈 34] - みなみ 役
- AKBホラーナイト アドレナリンの夜 第25話「8」（2016年1月7日、テレビ朝日） - 主演・瞳 役[269]

#### テレビアニメ
- ドラゴンボール改 第71話（2010年9月5日、フジテレビ） - 姉 役
- 紙兎ロペ 笑う朝には福来たるってマジっすか!?（2016年3月28日 - 12月1日、フジテレビ）
- ぶっぷな毎日（2017年4月7日 - 2018年3月23日、関西テレビ） - ジュニア 役[270]

### CM・広告・イメージキャラクター
- 伊藤忠ファッションシステム株式会社 Kaepa（2012年1月 - 2014年3月） - イメージキャラクター
  - Kaepa Active Sports Campaign
    - 2012年（8月25日 - 10月31日）[271]
    - 2013年（第1回；8月23日 - 9月30日 / 第2回；10月1日 - 11月30日）[272]
- 高橋書店 手帳は高橋 2016年「未来がはじまるよ。」キャンペーン（2015年9月2日 - ）[273]
- レイク「自転車でカラオケ」篇「とことん打ち込めるひと」篇「ずっと社長が夢」篇（2015年10月 - 2016年）
- アソビモ アヴァベル オンライン（2016年4月 - 9月） - スペシャル・アンバサダー[274]
- キリンビール
  - 氷結 (R) 「高橋みなみさん&小林幸子さん」篇（2016年4月9日 - 6月）[275]
  - 午後の紅茶 「新しくなった午後の紅茶を体験しようキャンペーン」（2018年6月 - 7月）[276]
- DAMチャンネル（2016年4月 - 2017年3月） - 第13代MC[277]
- RockCorpsJapan（2016年4月26日 - ） - 日本公式アンバサダー[278]
- 日本マクドナルド 日本進出45周年キャンペーン（2016年9月 - ） - アンバサダー[279][280]
  - 「祝45周年みんなの愛で大復活 テキサスバーガー」篇（2016年10月4日 - ）
  - 「祝45周年みんなの愛で大復活 ベーコンポテトパイ」篇（2016年10月11日 - ）
  - 「祝45周年みんなの愛で大復活 かるびマック」篇（2016年11月22日 - ）[281]
  - WEBムービー「たかみな、宮迫、ジュニアがあの大物に食らいつく！」篇（2016年9月28日 - 10月25日）[282]
- インタースペース 4meee!（2016年9月30日 - ） - 公式キュレーター[283]
- KDDI「ケーブルプラス」（2016年10月 - ）
- 東京都産業労働局「見直そう！働き方と休み方」（2016年11月 - ） - 広告イメージキャラクター
- アシックス商事 Lady worker（2016年11月 - ） - イメージキャラクター[284][285]
- SONY Smart B-Trainer × 1フレーズガール コラボレーション『ランフレーズガール』「いつか」篇（2016年12月15日 - ）[286]
- ジャパネットたかた
  - 『「今を生きる楽しさ」を！』「出会い・クルーズ旅行」篇・「増税直前SALE」（2019年8月1日 - ）[287]
  - 第21回利益還元祭（2019年11月1日 - ）[288]
  - ジャパネット35周年 創業記念セール（2021年1月1日 - 31日）[289]
  - ジャパネット35周年 夏のエアコン祭り 「キャスター」篇・「嫌いなもの」篇（2021年5月27日 - ）[290]
  - ジャパネット新春セール
    - 「どんな1年にしますか？」篇（2022年1月1日 - ）[291]
    - 「チラシ舞う」篇（2022年1月4日 - 2022年1月6日）[291]

  - ジャパネット夏のエアコン祭り
    - 「夏前のスパイ」篇・「梅雨のボクサー」篇・「真夏の博士」篇・「残暑のTHE END」篇（2022年5月23日 - ）[292]
- チヨダ
  - 「立ったまま、スパッ！と履ける「セダークレスト スパットシューズ」」篇（2023年3月16日 - ）[293]
  - 「fuwaraku 洗えるニットパンプス」篇（2024年4月20日 - ）[294]
  - 「こんな場面でスパット！BBQ」篇（2025年6月5日 - ）[295]
- アース製薬 ゴキッシュ スッ、スゴい！ 「姉妹でプッシュ」篇・「ゴキッシュの唄」篇（2024年4月5日 - ） - 双子の姉・リナ 役（峯岸みなみと共演）[296]

### プロモーション・ビデオ
- JAMIL「The Rock City Boy」
- 脳みそ夫「脳みそ夫体操」

### ゲーム
- AVABEL ONLINE（2016年7月1日 - 8月15日） - 「たかみなクエスト」[注釈 35][297]

### 映画
- 伝染歌（2007年8月25日、松竹） - 愛ちゃん 役
- スマーフ2 アイドル救出大作戦!（2013年8月16日公開） - 日本語吹き替え版・スマーフェット 役[298]
- 進撃の巨人 ATTACK ON TITAN（2015年8月1日、東宝） - 駐屯兵団 兵士 役[299]

### 舞台
- AKB歌劇団「∞・Infinity」（2009年10月30日 - 11月8日、シアターGロッソ） - 高島麻里亜 役 ※柏木由紀とのダブルキャスト

### ナレーション
- もうひとつのAKB48ドキュメンタリー「1ミリ先の未来」（2011年1月8日、NHK総合）
- また仲間たちと歌いたい〜中学生をつなぐ「証（あかし）」〜（2011年5月5日、NHK総合）
- 続・また仲間たちと歌いたい〜中学生をつなぐ「証（あかし）」〜（2011年10月1日、NHK総合）
- あすへのエネルギー〜アスリートたちのバスタイム〜（2012年5月8日 - 7月31日、BS朝日）
- 明日へ -つなげよう- 花は咲く あなたに咲く「きたれ！マグロ漁師～宮城県気仙沼」（2016年5月15日、NHK総合）
- 心の絆！三世代家族スペシャル2016〜じぃじと ばぁばとパパとママ〜（2016年9月25日、BS日テレ）
- ドキュメント 日本賞～世界の教育コンテンツ2016～（2016年11月20日、NHK Eテレ）

### 吹き替え
- 韓国ドラマ『ハッピーエンディング』 - パク・ナヨン〈ソ・イヒョン〉 役 ※DVD版[300]

### ラジオ
- カウントダウン・ジャパン（2006年4月8日 - 2007年3月24日、TOKYO FM）
- AKB48 明日までもうちょっと。（2007年10月29日 - 2012年3月26日、文化放送）
- AKB48 今夜は帰らない…（2008年11月29日 - 2010年8月16日 、CBCラジオ）
- ノースリーブスの「週刊ノースリー部」（2009年10月9日 - 2016年12月25日、ニッポン放送）
- リッスン? 〜Live 4 Life〜（2010年9月・2011年8月16日・2012年1月10日・4月17日、文化放送） - 火曜パーソナリティー
- アッパレやってまーす!　水曜日（2014年4月9日 - 2016年3月30日、MBSラジオ）
- 高橋みなみの これから、何する?（2016年4月4日 - 2020年9月30日、TOKYO FM） - メインパーソナリティ [301]
- なな→きゅう（2020年11月6日 - 2021年2月19日、文化放送）[302] - 金曜パーソナリティ
- 高橋みなみと朝井リョウ ヨブンのこと（2017年1月1日 - 2021年3月28日 ニッポン放送）[303] - パーソナリティ
- 高橋みなみ 八王子調査隊（2022年9月28日 - 2024年3月31日、ニッポン放送） - パーソナリティ

特別番組
- 高橋みなみ・小嶋陽菜・峯岸みなみ・ノースリーブスのオールナイトニッポンR（2009年11月28日・2010年4月23日、ニッポン放送）[304]
- ノースリーブスのオールナイトニッポン（2010年12月29日・2018年11月7日、ニッポン放送）[305][306]
- 第39回ラジオ・チャリティ・ミュージックソン（2013年12月24日・12月25日、ニッポン放送） - メインパーソナリティ
- 徳光・たかみなのラジオ紅白歌合戦 2015（2015年12月20日、ニッポン放送）[307]
- AKB48 10th Anniversary 高橋みなみ 10年目の決断（2016年1月11日、TOKYO FM）[308]
- NHKラジオ特集番組「治せる時代！C型肝炎」（2016年7月18日、NHKラジオ第1） - 司会
- FM FESTIVAL 2016 未来授業～明日の日本人たちへ～（2016年11月3日、TOKYO FM） - 司会
- 高橋みなみのこれからサマーソングBINGOでちゅー!! supported by マウスコンピューター（2017年7月17日、TOKYO FM）
- NHK・民放連共同ラジオキャンペーン「ラジオスターがお悩みに回答！10代限定相談室」（2017年11月23日 - 26日、NHKラジオ第1・民放ラジオ101局）[309]
- NISSAN あ、安部礼司〜BEYOND THE AVERAGE（2018年3月18日、TOKYO FM） - 伝説のリーダー社員みなみ先輩 役[310]
- 戸田建設 presents 高橋みなみの未来ビジョン（2022年1月1日、TBSラジオ）[311]

### ウェブラジオ
- 高橋みなみのオールナイトニッポンｉ（2018年6月 - ）
- たかみな放送局 チキラジ！（2021年4月14日 - 、ファンクラブ会員限定）
- ひきこもりVOICE STATION（2022年 - 、AuDee）[312][注釈 36]

### インターネットテレビ
- 脳のアンチエイジング「クイズ2:1」（2007年2月1日 - 28日、OCN）
- ジョシデカ!-女子刑事- ウェビソード（2007年10月1日 - 、TBS BooBoBOX）
- Yahoo!ライブトーク（2008年6月10日・11月22日、Yahoo! JAPAN）
- ニコ生特番「高橋みなみのリーダー論講座」（2015年12月22日、ニコニコ生放送）
- 卒業フォト日記「写りな、写りな」発売記念トークイベント生中継（2016年4月5日、ニコニコ生放送）[314]
- 高橋みなみファーストアルバム発売特番（2016年9月5日、SHOWROOM）[315]
- Invisible TOKYO シーズン1 Episode3 「アイドルの臨界点」（2016年10月3日、Amazon Prime Video）
- Paraviオリジナル 人生ドラマ劇場「クロちゃんずラブ〜やっぱり、愛だしん〜」（2023年3月22日 - 25日、全5話、Paravi） - スタジオパート出演[316]

#### 配信ドラマ
- 言霊の女たち。（2010年7月5日 - 26日、LISMO Channel） - 主演・アスカ 役
- 続・言霊の女たち。（2011年6月3日 - 24日、LISMO Channel） - 主演・アスカ 役
- マジすか学園5（2015年8月25日 - 10月27日、Hulu）[注釈 34] - みなみ 役

### イベント
- MAQUIA × LANCOME メイクアップ＆トークショー（2012年4月1日、銀座三越）
- LIVE FOR LIFE「音楽彩」〜本田美奈子.メモリアル〜（日本橋三井ホール）
  - 2012（2012年11月3日）
  - 2013（2013年11月3日）
  - 2017（2017年11月3日）
- 第60回早稲田大学稲穂祭（2013年10月30日、大隈講堂） - スペシャルゲスト
- Kaepa Presents 高橋みなみトークショー（2014年2月1日、J-POP CAFE-SHIBUYA）
- 第61回早稲田大学稲穂祭（2014年10月29日、大隈講堂） - 特別出演ゲスト
- 知って、肝炎 in SAGA 2015（2015年5月8日、佐賀県庁舎 新行政棟1F県民ホール）
- 第4回東京拘置所矯正展（2015年10月3日、東京拘置所） - テープカットゲスト[317]
- 平成27年度法の日フェスタ「法教育 in 赤れんが」（2015年10月3日、法務省） - トークショーゲスト[317]
- AQUA XMAS ILLUMINATION2015 点灯式（2015年10月29日、アクアシティお台場） - 加藤玲奈とともにゲスト[318][319]
- 第9回アジア国際子ども映画祭北見大会（2015年11月28日、北見市民会館） - 応援ゲスト
- Girls Award（国立代々木競技場第一体育館）
  - 2016 SPRING/SUMMER（2016年4月9日） - MC[320]
  - 2016 AUTUMN/WINTER（2016年10月8日） - MC[321]
- ハウステンボス MUSIC FES.2016（2016年6月11日、ハウステンボス） - 「がんばろう！九州」応援サポーター[322]
- 『リーダーDive!』〜新しいキャリアにチャレンジする人を応援する〜（2016年6月28日、浜離宮朝日ホール）[323]
- 全国矯正展inモリコロパーク（2016年7月30日、モリコロパーク） - テープカットゲスト
- HTBイチオシ！まつり 2016（2016年8月28日、真駒内セキスイハイムスタジアム） - DAM CHANNEL TV in SAPPORO
- RockCorps supported by JT（2016年9月3日、福島県営あづま総合体育館） - 公式アンバサダー [324]
- MUSIC CITY 天神 2016（2016年9月25日、福岡市役所 西側ふれあい広場） - DAM CHANNEL TV in Tenjin
- Yasutaka Nakata presents OTONOKO（2016年10月2日、石川県産業展示館 4号館） - DAM CHANNEL SPECIAL STAGE
- 子育て応援団チュウキョ〜くんのすこやかフェスタ2016（2016年10月15日、日本ガイシホール） - DAM CHANNEL TV in NAGOYA
- 公益社団法人 名古屋青年会議所 10月例会「見つけ出せ！本物のリーダーシップ！！ ～新たな時代に導くために～」（2016年10月20日、名古屋市公会堂）
- Act Against AIDS 2016「THE VARIETY 24」（2016年12月1日、日本武道館）[325]
- LAGUNA MUSIC FES.2017（2017年3月26日、ラグーナテンボス）
- #オトナの春フェス（2017年3月31日、有楽町朝日ホール） - トークショーゲスト
- 映画『ラ・ラ・ランド』発声上映記念トークイベント（2017年4月2日、TOHOシネマズ新宿）[326]
- 若旦那 渋谷温泉 若ノ湯（2017年4月22日、渋谷 gee-ge.）
- RockCorps supported by JT 2017（2017年9月2日、幕張メッセ） - 公式アンバサダー[327]
- 【これから、何する？エクストラ！】高橋みなみのパラアスリートに会いたい！公開収録 in 青山祭 & 早稲田祭（2017年11月4日、青山学院大学・早稲田大学）
- 第11回アジア国際子ども映画祭北見大会（2017年11月25日、北見市民会館） - 応援ゲスト
- GRIFFIN presents 第4回 JUNON produce Girls CONTEST 最終選考会（2017年12月16日、EBiS303） - メインMC
- 高橋みなみのこれなに？フェス！！2018（2018年5月30日、TSUTAYA O-EAST） - MC[328]
- RockCorps supported by JT 2018（2018年9月1日、幕張メッセ） - 公式アンバサダー[329]
- 富山グラウジーズ vs 京都ハンナリーズ『知って肝炎プロジェクト』タイアップイベント（2018年10月21日、富山市総合体育館） - スペシャルゲスト
- タピオカフェスティバル2018 presented by EMIAL（2018年11月8日、TOKYO FM HALL） - 司会
- 第61回全国矯正展 テープカット式典（2019年5月31日、科学技術館）[330]
- ～Tokyo 2020 Paralympic Games 1 Year to Go!～ 1年前記念イベント in 神奈川 「NHK横浜カウントダウンスペシャルステージ」（2019年8月17日、横浜赤レンガ倉庫 イベント広場）
- PERRIER × TOKYO FM これなに？GREEN HOUSE LIVE（2019年9月9日、SHIBUYA CLUB QUATTRO） - MC[331]
- チャレスポ！TOKYO 2019（2019年10月5日、東京国際フォーラム ロビーギャラリー・ホールE） - ゲスト[332]
- J2リーグ V・ファーレン長崎 vs 栃木SC（2019年11月16日、トランスコスモススタジアム長崎） - スペシャルゲスト
- 「地域若者サポートステーション」（厚生労働省委託事業）オンラインイベント（2020年11月16日配信） - ゲスト[333][334]
- 2020年東京オリンピック 聖火リレー点火セレモニー（2021年6月30日、横浜市中区）[335][336]
- 2020年東京パラリンピック聖火フェスティバル 集火・出立式（2021年8月15日、神奈川県）
- EXIA Presents KANSAI COLLECTION 2022 SPRING ＆ SUMMER（2022年3月5日、京セラドーム大阪） - MC[337]
- 「クロちゃんねる」登録者10万人達成記念単独ライブ（2022年8月7日、ばぐちか） - ゲスト[338]
- 八王子消防署消防演習（2022年11月9日、高尾599ミュージアム） - 一日署長[339]
- クロちゃん出版記念トークイベント＆クロみな大阪ファンミーティング（2023年2月22日、DAIHATSU 心斎橋角座）- ゲスト[340]
- NEXT IDOL GRANDPRIX 2023 最終審査・授与式（2023年3月23日、TOKYO DOME CITY HALL）- MC[341]
- ひきこもり VOICE STATION フェス（2024年2月10日、渋谷ヒカリエホール）[342]

## ライブ

### ワンマンライブ
| 日程           | タイトル                                                                   | 会場                   |
| -------------- | -------------------------------------------------------------------------- | ---------------------- |
| 2013年5月6日   | 高橋みなみソロデビューシングル「Jane Doe」発売記念スペシャルライブ         | パシフィコ横浜         |
| 2015年4月8日   | 高橋みなみ 〜未来への決起集会〜すべてのことの前夜〜                        | Zepp Tokyo             |
| 2016年4月14日  | 『TAKAHASHI MINAMI 独立宣言』 OFFICIAL FANCLUB Cheeky eyes FIRST LIVE 2016 | Zepp Tokyo             |
| 2016年9月22日  | アヴァベルオンライン × 高橋みなみ シークレットライブ                       | 舞浜アンフィシアター   |
| 2016年10月16日 | 高橋みなみ PREMIUM SHOWCASE LIVE＠COTTON CLUB                              | コットンクラブ         |
| 2016年12月31日 | 高橋みなみ カウントダウンライブ                                            | オリンパスホール八王子 |
| 2017年4月8日   | MINAMI TAKAHASHI 26th バースデーライブ2017♡199104080127♡26♡                | 渋谷クラブクアトロ     |
| 2017年10月22日 | 第54回 富山短期大学 大学祭 学生限定LIVE                                    | 富山短期大学           |
| 2018年4月15日  | MINAMI TAKAHASHI Birthday Live 2018                                        | EX THEATER ROPPONGI    |
| 2018年12月31日 | TAKAHASHI MINAMI COUNTDOWN LIVE2018-2019                                   | ヒューリックホール東京 |
| 2019年4月8日   | MINAMI TAKAHASHI Birthday Live 2019                                        | 渋谷WWW X              |

### ファンイベント
- Cheeky eyes Travel vol.1 in 沖縄（2016年6月24日～6月26日、沖縄県）[345]
- Cheeky eyes Travel vol.2 in 京都天橋立（2017年6月9日～6月11日、京都府）[346]
- Cheeky eyes Travel vol.3（2018年6月29日～7月1日、山梨県）[347]
- Cheeky eyes ファンミーティング～ウエディングカレーパーティー～（2019年8月11日、東京都）[348]
- Cheeky eyes ファンミーティング～みなみサンタがやってくる！～（2019年12月21日、東京都）[349]
- Cheeky eyes ファンミーティング～おうち de Birthday party 2020～（2020年5月30日・31日、オンライン）[350]
- Cheeky eyes ファンミーティング～おうち de New Year Party 2021～（2021年1月10日・11日、オンライン）[351]
- MINAMI TAKAHASHI 30th Birthday Online Event 2021（2021年4月10日、オンライン）[352]
- Cheeky eyes ファンミーティング～おうち de 夏祭り 2021～（2021年8月21日、8月22日、オンライン）[353]
- Cheeky eyes Online Event ～Xmas party 2021～（2021年12月18日、オンライン）[354]

## 書籍、カレンダー

### 著書
- リーダー論（2015年12月24日、講談社）ISBN 978-4062198967[54]
- たかみなの毎日食べたくなる　そこそこごはん（2021年6月3日、光文社）ISBN 4334952496[355][356]

### 写真集
- B.L.T. U-17 summer（2008年8月7日、東京ニュース通信社）
- たかみな（2010年9月22日、講談社） ISBN 4063794903
- 写りな、写りな（2016年2月24日、光文社） ISBN 978-4334902087[357]

### 雑誌・新聞連載
- JJ（2016年11月22日 - 2017年10月23日、光文社） - 「たかみなの『悩んだら聞いてみな』」を連載
- スポーツ報知（2019年10月1日 - 、報知新聞社） - パラ競技を紹介する「パラみな」を不定期連載

### ウェブ連載
- cakes（2015年12月18日 - 24日、note） - 「総監督として最後の仕事へ」を短期連載[358]
- Oggi.jp（2017年10月6日 - 、小学館） - 「高橋みなみ流仕事術」を連載[359]

### カレンダー
- 高橋みなみ 2011年カレンダー（2010年9月30日、ハゴロモ）
- 高橋みなみ 2012年カレンダー（2011年11月19日、ハゴロモ）
- 高橋みなみ 2012 TOKYOデートカレンダー（2011年11月29日、ハゴロモ）
- 壁掛 AKB48-09 高橋みなみ カレンダー2013年（2012年11月30日、ハゴロモ）
- 卓上 AKB48-109 高橋みなみ カレンダー2013年（2012年12月7日、ハゴロモ）
- 壁掛 高橋みなみ カレンダー2014年（2013年12月6日、ハゴロモ）
- 卓上 高橋みなみ カレンダー2014年（2013年12月6日、ハゴロモ）
- 壁掛 高橋みなみ カレンダー2015年（2014年12月13日、ハゴロモ）
- 卓上 高橋みなみ カレンダー2015年（2014年12月13日、ハゴロモ）
- たかみな日めくり 努力は必ず報われる（2016年11月1日、PHP研究所）ISBN 978-4569832180